# Arhopala incerta
Arhopala incerta är en fjärilsart som beskrevs av Dudley Moulton 1911. Arhopala incerta ingår i släktet Arhopala och familjen juvelvingar. Inga underarter finns listade i Catalogue of Life.